# Anchi (el-Hagarsa)
Anchi war ein lokaler Beamter im Alten Ägypten zur Zeit der 6. Dynastie, der von seinem dekorierten Grab in el-Hagarsa in Oberägypten bekannt ist.
Anchi führt in seinem kleinen Grab eine Reihe wichtiger Titel: Er war Vorsteher der Polizei (Jmj-r3-šmˁw = Imi-ra-schenau), Gutsverwalter (Ḥq3-ḥwt = Heqa-hut),  Siegler des Königs (Ḫtm.tj-bjtj = Chetemti-biti) und einzig(artig)er Freund (Smḥr-w ˁ.tj = Semher-wati). Seine Gemahlin war eine Frau mit dem Namen Inites.
Sein kleines Grab besteht aus einer dekorierten Kultkapelle und einer undekorierten Grabkammer. Die Darstellungen in der Grabkapelle sind in flachen, versenkten Relief ausgeführt. Am Eingang befindet sich jeweils rechts und links vom Eingang die Figur des Anchi. Diese Bildnisse sind heute stark zerstört. Die Westwand in der Grabkapelle ist am besten erhalten. Hier sieht man in der Mitte eine Scheintür, links und rechts davon sitzt jeweils Anchi vor einem Opfertisch. Auf der Südwand befindet sich eine Opferliste. Auf der Nord- und Ostwand standen Reigen von Familienmitgliedern.
Das Grab wurde von der Expedition unter Karl Richard Lepsius besucht, der auch eine Inschrift publizierte. 1993 veröffentlichte ein australisches Team unter Naguib Kanawati einen Bericht, nachdem die Szenen des Grabes nochmals neu gezeichnet und fotografiert worden waren.